# BCS National Championship Game

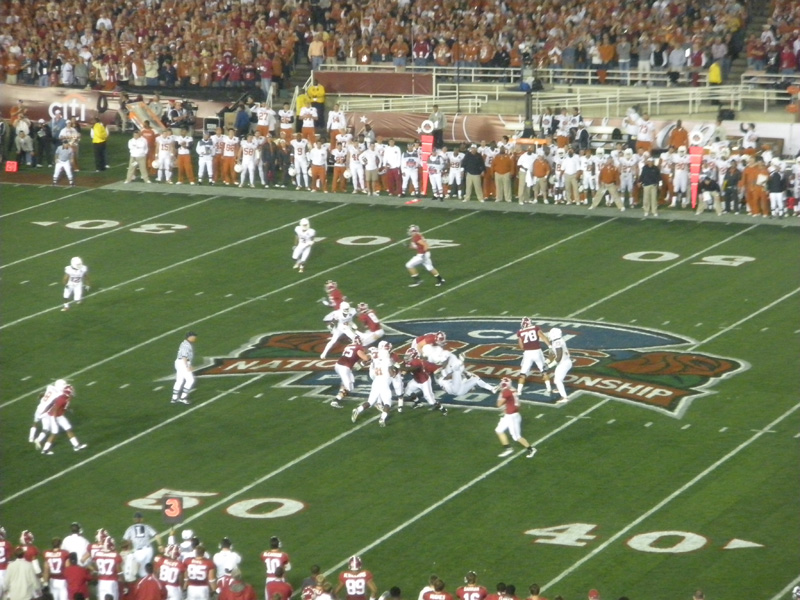
Das Endspiel 2010 im Rose Bowl, Texas gegen Alabama

Das BCS National Championship Game war ein jährlich stattfindendes Spiel in der Football Bowl Subdivision, der höchsten Spielklasse im College Football in den Vereinigten Staaten, mit dem von 1998 bis 2013 der Landesmeister ermittelt wurde. Teilnahmeberechtigt waren die beiden Mannschaften, die nach dem Ende der regulären Saison die beiden ersten Plätze im sogenannten Ranking belegten, das sich aus Umfragen unter Trainern und Sportjournalisten sowie verschiedenen computerbasierten Leistungsanalysen ergab.

## Geschichte
Das BCS National Championship Game war Teil der 1998 eingeführten Bowl Championship Series (BCS), einer Spielserie, die nach dem Ende der regulären Saison stattfand. Bis 2005 rotierte die Austragung des Spiels jährlich zwischen den vier Spielen der BCS, dem Fiesta Bowl, dem Sugar Bowl, dem Orange Bowl und dem Rose Bowl, von denen jeweils ein Spiel zugleich als National Championship Game galt. Ab 2006 fand das BCS National Championship Game als separates fünftes BCS-Spiel statt, wobei der Austragungsort sowie der Hauptsponsor weiterhin jährlich zwischen denen der vier anderen BCS-Bowl-Spielen wechselte. An die beiden beteiligten Mannschaften sowie deren Conferences wurden jeweils rund 18 Millionen US-Dollar ausgezahlt, die zur Finanzierung der Sportprogramme der jeweiligen Hochschulen dienten.

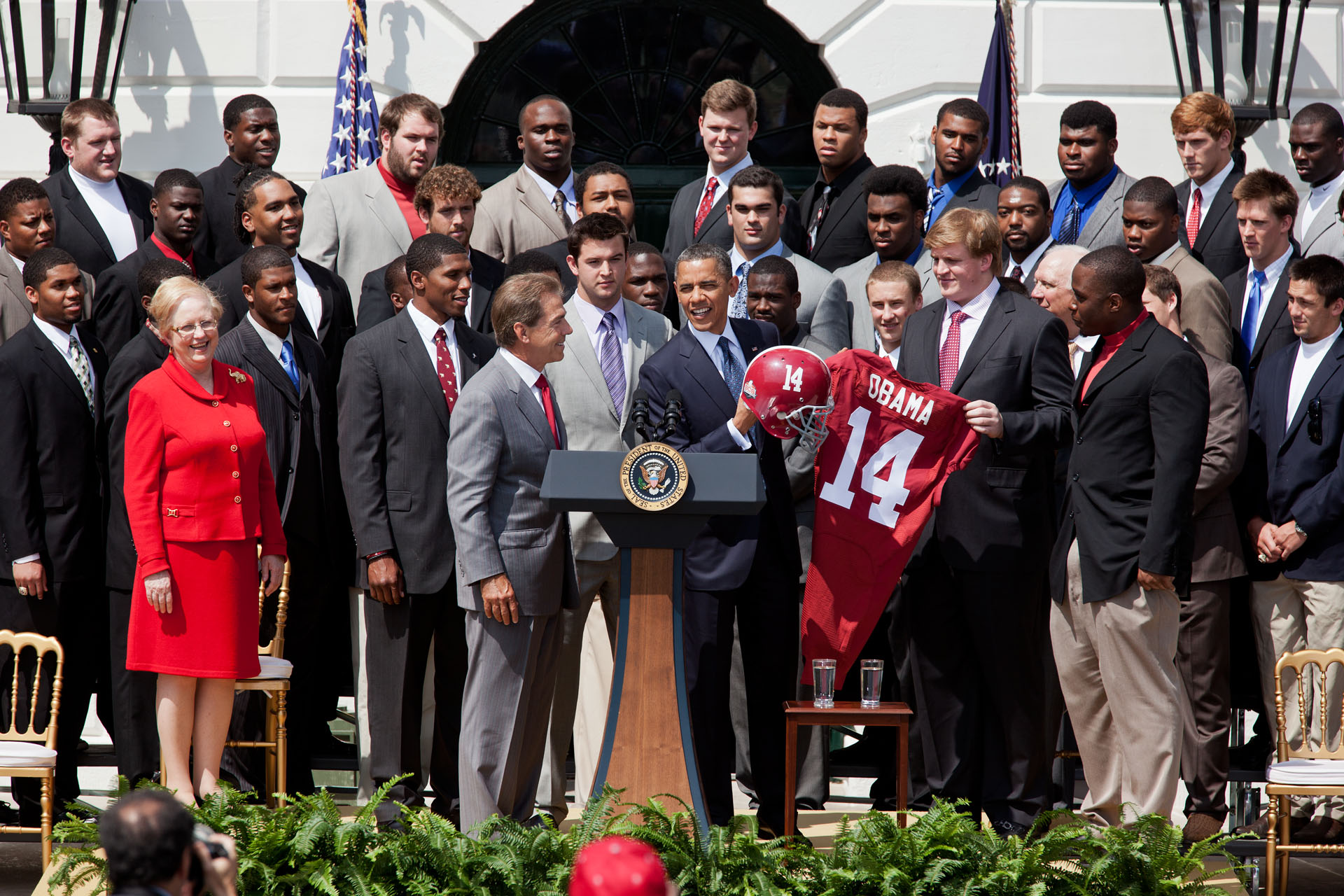
Der Meister der Saison 2011, die Alabama Crimson Tide, zu Besuch im Weißen Haus im April 2012

Die Mannschaft der University of Alabama (Alabama Crimson Tide) konnte dreimal das BCS National Championship Game gewinnen und war damit das erfolgreichste Team in der Geschichte des Spiels. Je zweimal gewannen die Teams der Louisiana State University (LSU Tigers), der University of Florida (Florida Gators) und der Florida State University (Florida State Seminoles). Am häufigsten teilgenommen hat die Mannschaft der University of Oklahoma (Oklahoma Sooners) mit vier Spielen, an den meisten aufeinanderfolgenden Spielen beteiligt war die Mannschaft der Florida State University (Florida State Seminoles) mit drei Teilnahmen in den Jahren 1998, 1999 und 2000. Die dominierende Conference war die Southeastern Conference, aus der fünf verschiedene Mannschaften insgesamt neun Titel errangen, davon von 2006 bis 2012 sieben Siege in Folge. Nick Saban gewann als Trainer vier Titel im Rahmen des BCS National Championship Game, davon drei an der University of Alabama und einen an der Louisiana State University.

## Nachfolger
Die Bowl Championship Series und das BCS National Championship Game fanden letztmals nach der Saison 2013 statt. Nachfolger der BCS ist ab 2014 das College Football Playoff, an dem vier Mannschaften teilnehmen und nach zwei Halbfinalspielen im College Football Playoff National Championship Game den Landesmeister ermitteln.